# 엑사일 (영화)
《엑사일》(Time Runner)은 미국에서 제작된 마이클 마조 감독의 1993년 액션, SF, 스릴러 영화이다. 마크 해밀 등이 주연으로 출연하였고 존 A. 커티스 등이 제작에 참여하였다.

## 출연

### 주연
- 마크 해밀
- 래 돈 총

### 조연
- 브라이언 제임스
- 마크 바우어
- 고든 티플
- 존 맥라렌
- 존 토머스
- 베리 W. 레비
- 수지 조아킴
- 클리프 코스터먼
- 제럴드 파에츠
- 레이첼 헤이워드
- 데이빗 애봇
- 구일 프레이저
- 존 A. 커티스
- 브렌트 파커
- 앤드류 맥베스
- 맥신 제임스
- 브루스 도슨
- 밥 와일드
- 앤드류 가이

## 기타
- 협력프로듀서: 존 프로스트
- 협력프로듀서: N. 존 스미스
- 협력프로듀서: A. 윌리엄 스미스
- 협력프로듀서: 제임스 R. 웨스트웰
- 미술: 마이클 비욘손
- 배역: 수잔 테일러 브로즈